# Абу Фараџ ал-Либи
Абу Фараџ ал-Либи (арап. ابو الفرج الليبي) је претпостављено име или ратно име Либијца за којег се тврди да је виши члан терористичке организације Ал Каида. Његово право име је Мустафа Фараџ Мухамад Мухамад Масуд ал-Џадид ал-Узајби (рођен 1. новембра 1970). Пакистанска обавештајна служба (ИСИ) ухапсила га је 2. маја 2005. у Мардану (48 километра северно од Пешавара). Проналажење ал-Либија био је заједнички напор Одељења за посебне активности Централне обавештајне агенције (ЦИА) и пакистанских специјалних снага.
Од септембра 2006. ал-Либи је држан у америчком војном притвору у заточеничком логору у заливу Гвантанамо,  који је претходно био држан на тајној локацији.
Према америчкој Канцеларији директора националне обавештајне службе, он је био трећи командујући Ал Каидом, од хапшења Халида Шејка Мухамеда 2003. до његовог сопственог хапшења 2005.